# Tetragnatha hasselti
Tetragnatha hasselti là một loài nhện trong họ Tetragnathidae.
Loài này thuộc chi Tetragnatha. Tetragnatha hasselti được miêu tả năm 1890 bởi Thorell.